# Landwehr (Freden (Leine))
Landwehr – dzielnica gminy Freden (Leine) w Niemczech, w kraju związkowym Dolna Saksonia, w powiecie Hildesheim. Do 31 października 2016 jako samodzielna gmina wchodziła w skład gminy zbiorowej Freden (Leine).